# Reyer Venezia 1955-1956
Questa voce raccoglie le informazioni riguardanti la Reyer Venezia nelle competizioni ufficiali della stagione 1955-1956.

## Stagione
La Reyer Venezia disputa il campionato di Serie A Elette  terminando al'10º posto (su 12 squadre).

## Rosa 1955-1956
- Kenneth Mauch
- Giulio Geroli
- Giuseppe Rossi
- Giancarlo Dalla Chiara
- Gianfranco Sardagna
- Luigi Borsoi
- Jack Klein
- Donega
- "Baby" Italo Campanini
- Giorgio Dario
- F. Scarpa
- Tabasso
- T. Scarpa
- Mazzoleni[1][2][3][4]

Allenatore: Gigi Marsico